# Pericondrite dell'orecchio esterno
La pericondrite e la condrite dell'orecchio esterno sono patologie del padiglione auricolare e del condotto uditivo esterno caratterizzate dal coinvolgimento infammatorio delle componenti cartilaginee che costituiscono l'orecchio esterno.

## Epidemiologia
Le forme lievi sono patologie relativamente frequenti e colpiscono sia soggetti giovani che soggetti anziani. Mentre nei primi è frequenta la forma secondaria a traumatismi, negli anziani è più frequente la forma dovuta ad un precedente intervento chirurgico o allo scorretto posizionamento delle protesi endoauricolari.

## Eziologia e patogenesi
La pericondrite insorge in seguito ad eventi traumatici (interventi chirurgici, piercing, otoematoma da trauma tangenziale) che coinvolgono la cute del padiglione auricolare esterno e ai conseguenti processi flogistici sostenuti da batteri quali Staphylococcus, Pseudomonas e Streptococcus. La localizzazione cartilaginea dell'infezione esita verso manifestazioni degenerative che possono causare una deformità estetica, con erosione irreversibile della cartilagine e possibile formazione di raccolte ascessuali.

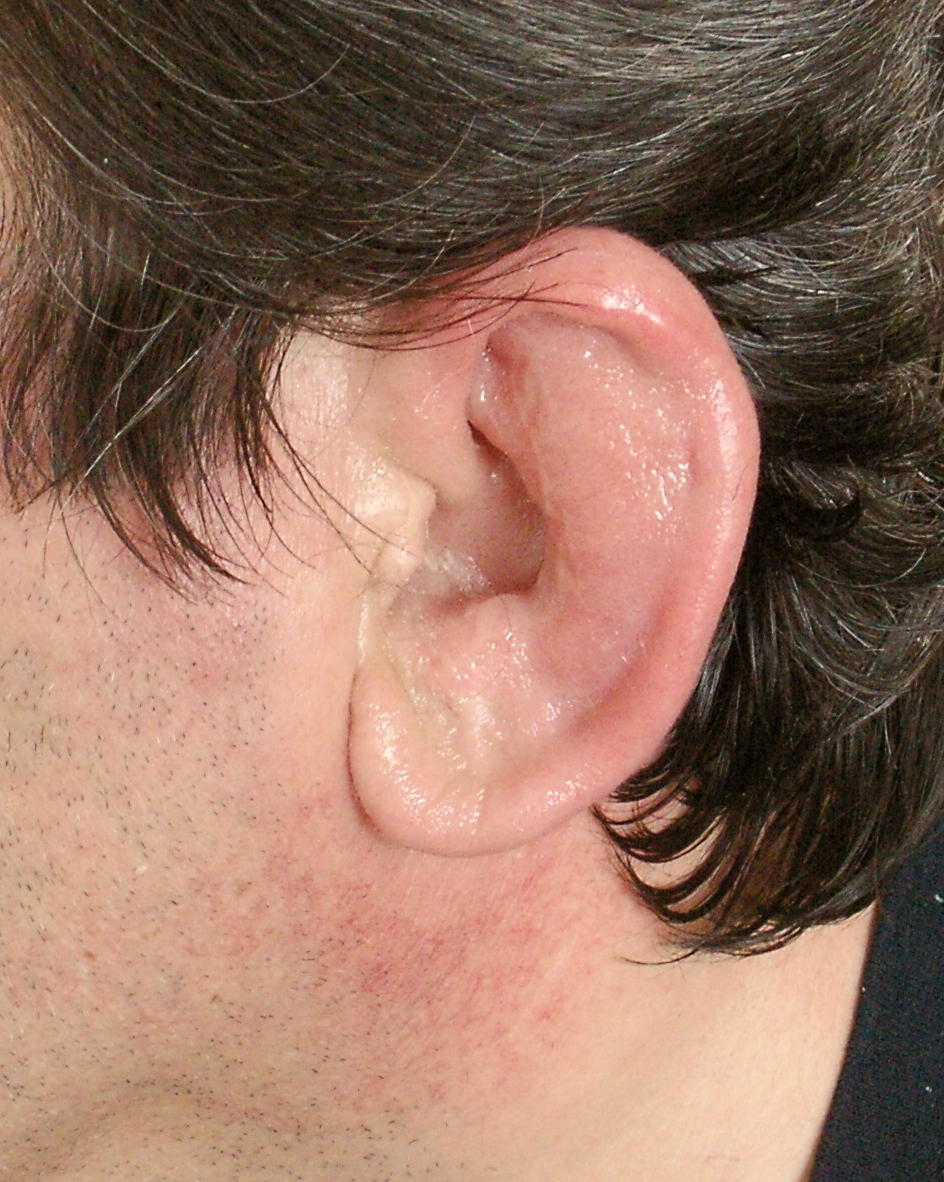
Pericondrite: notevole tumefazioni della porzione supero-posteriore dell'orecchio esterno.

## Profilo clinico
All'intensa sintomatologia algica si affianca eritema e tumefazione dell'orecchio esterno. Può essere presente linfoadenopatia cervicale associata ad iperpiressia e iperalgesia dei tessuti periauricolari.

## Profilo diagnostico
Un padiglione che si presenti tumefatto, ispessito e dolente, inizialmente di consistenza dura è un rilievo sufficiente a porre diagnosi, soprattutto se affiancato ad un contesto anamnestico compatibile con traumi o interventi chirurgici recenti. Con il tempo, la consistenza si riduce, fino a farsi fluttuante per la comparsa di raccolte suppurative.

## Terapia
Uno schema antibiotico che preveda l'utilizzo di penicilline o cefalosporine deve essere affiancato ad antinfiammatori non steroidei allo scopo di eliminare l'infezione e la relativa sintomatologia algica. Possibili raccolte ascessuali devono invece essere drenate mediante procedure chirurgiche.